# Käseherstellung in der Schweiz

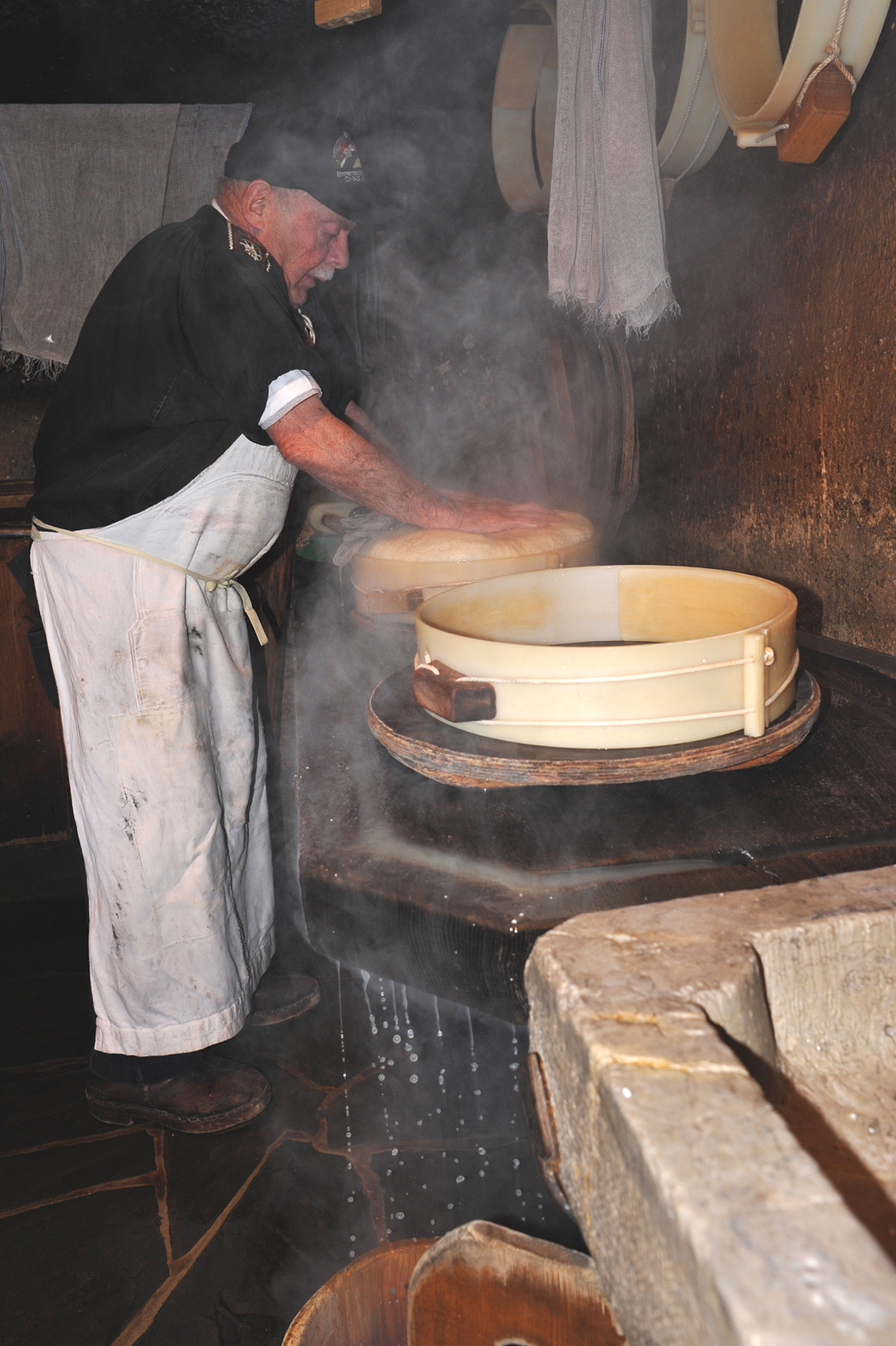
Traditionelle Käseherstellung in der Küherstock Schaukäserei in Affoltern im Emmental.

Die Käseherstellung in der Schweiz hat eine lange Tradition. Es werden derzeit rund 450 verschiedene Käsesorten produziert. Die Schweiz ist im Ausland u. a. auch für ihren Käse, z. B. Emmentaler, bekannt.
Im Jahr 2019 wurden 195'114 Tonnen Käse produziert, am meisten Le Gruyère AOP, gefolgt von Mozzarella, Emmentaler AOP und Schweizer Raclettekäse.

## Geschichte
Die Käseherstellung ist in den Schweizer Alpen wie auch im Jura seit dem Mittelalter eine wichtige Einnahmequelle. Bereits um das Jahr Tausend wird erwähnt, dass Schabziger von Glarner Bauern als Zehnten an das Kloster Säckingen geliefert wurde. Im Jahr 1115 wurde Greyerzer urkundlich erwähnt, um 1200 Emmentaler und Sbrinz.
Während der kleinen Eiszeit ging der Getreideanbau in höheren Lagen stark zurück und Käse wurde zeitweise das Hauptnahrungsmittel der Bergbauern. Ab dem 15. Jahrhundert stieg der Käseexport an und spielte auch eine grosse Rolle in den Beziehungen zwischen der Innerschweiz und Zürich. Im 17. Jahrhundert florierte in der Innerschweiz der Export von Sbrinz über die Gotthard- und Grimsel-Route (Via Sbrinz) sowie die Simplon-Route nach Lugano, Mailand, Varese und Domodossola. Im Emmental stieg zur gleichen Zeit die Käseproduktion an, bedingt durch das Erbrecht der Ultimogenitur, in dessen Folge die älteren Brüder sich oft als Küher der Käserei widmeten.
Im 19. Jahrhundert entstanden neben den Alpkäsereien auch Käsereien im Tal, die meist genossenschaftlich betrieben wurden. 1815 gründete der Berner Patrizier Rudolf Emanuel Effinger eine der ersten Flachland-Käsereien im bernischen Kiesen. Jeremias Gotthelf beschreibt in seinem 1850 erschienenen Roman Die Käserei in der Vehfreude die Entstehung einer solchen Käserei im Emmental zusammen mit den dadurch entstandenen sozialen Veränderungen in der Bauernschaft. Als Milchaufkäufer traten zunehmend auch Grosshändler aus dem Flachland auf, die sogenannten Käseherren. 1896 wurde der Verein Schweizerischer Käsehändler gegründet. Schweizer Käse wurde zu einem Exportschlager bis ins aussereuropäische Ausland. Die Flachlandkäsereien führten auch zu einem Wandel der Landwirtschaft im Flachland und in den Voralpen; von Ackerbau zu vermehrter Gras- und Viehwirtschaft.
Durch Agrarschutzzölle sank der Export im 20. Jahrhundert stark und kam im Ersten Weltkrieg zum Erliegen. Als Selbsthilfeorganisation wurde die Genossenschaft schweizerischer Käseexportfirmen gegründet, die eine Marktordnung unter Bundesaufsicht für die hauptsächlichen Schweizer Hartkäsesorten erreichte. In der Folge war der Schweizer Käse staatlich bewirtschaftet. Nach dem Zweiten Weltkrieg wurde der Export subventioniert, was in den 1990er Jahren Kosten von mehreren Hundert Millionen Franken jährlich ergab, die von der Staatskasse getragen wurden.
1988 ließ das Bundesamt für Gesundheit mit Maxiren (Chymosin) erstmals ein biotechnologisch erzeugter Labaustauschstoff für die Käseproduktion zu; im Oktober 1992 wurde Chymax und im April 1993 Chimogen zugelassen.
Im 21. Jahrhundert wurden die Schweizer Käseproduzenten gezwungen, sich im freien Weltmarkt zu behaupten, was eine stärkere Gewichtung auf die Qualität bewirkte. So bekamen zehn Schweizer Käsesorten das AOC-Siegel, die Produktion von Bio-Käse wurde verstärkt. Es entstanden zahlreiche neue Sorten, oft in kleinen, lokalen Käsereien. Durch die bilateralen Verträge zwischen der Schweiz und der Europäischen Union ist seit dem 1. Juni 2007 der Handel mit Käse zwischen der Schweiz und der EU zollfrei möglich. Die Schweiz profitiert vom Käsefreihandel; Zwischen 2002 (Bilaterale Verträge I) und 2018 sind die Käseexporte um 37 Prozent gestiegen und die Käseimporte haben sich verdoppelt. Laut Switzerland Cheese Marketing stiegen die gesamten Käseexporte im Jahr 2020 auf 77'124 Tonnen und die Käseimporte auf 71'664 Tonnen. Davon profitiert u. a. Lidl; 2850 Tonnen Käse hat das Unternehmen im Jahr 2021 exportiert. Insgesamt wird in der Schweiz rund ein Drittel Importkäse konsumiert, Tendenz steigend. Im Jahr 2021 stiegen die Exporte auf fast 82'500 Tonnen und die Importe auf 75'774 Tonnen. 2022 wurden 76'952 Tonnen exportiert und 73'077 Tonnen importiert. 2023 hat die Schweiz erstmals mehr Käse importiert als exportiert. Da die Wertschöpfung in der Käseproduktion pro Kilogramm Milch höher ausfällt, als wenn die Milch beispielsweise zu Butter oder Milchpulver verarbeitet wird, wurde in den letzten Jahren vermehrt Butter importiert, da mehr Milch für die Produktion von Käse aufgewendet wurde.
Obwohl in den letzten Jahren eine Konzentration von Milch- und Käseproduzenten festzustellen war, gibt es auch eine gegenläufige Tendenz zur Herstellung von Spezialitäten, insbesondere im Bio-Bereich. Nach wie vor werden viele Käse von Klein- und Kleinstbetrieben hergestellt, z. B. Alpkäse von Einzelpersonen auf den Alpweiden, meist nach traditioneller Methode.

## WerbekampagneSwiss Cheese Lab à la Cremerie de Paris
Im September 2012 organisierte der Verband der Schweizer Käseproduzenten eine ungewöhnliche Werbekampagne mit einer Ausstellung in Paris in dem Ausstellungszenter Cremerie de Paris, das von 1870 bis 1970 ein bekanntes Käsegeschäft im Quartier des Halles von Paris war. Die Ausstellung war von verschiedenen Veranstaltungen begleitet, unter anderem Käse-Kochkurse des Küchenchefs Jean Charles Karmann.
Der Ausstellung folgten zahlreiche Zeitungsartikel sowie eine Reportage des bekannten Restaurantführers Guide Michelin.
Die Ausstellung war eine neuartige Weise, Käse durch eine etwas ungewöhnliche Ausstellung zu promoten.

## Schweizer Käsesorten

### AOP und IGP
Einige Schweizer Käsesorten haben einen Schutz als AOC (Appellation d’Origine Contrôlée) beziehungsweise AOP (Appellation d‘Origine Protégée, deutsch: GUB, geschützte Ursprungsbezeichnung):
- Berner Alp- und Hobelkäse AOP
- Bloder-Sauerkäse AOP
- Emmentaler AOP
- Glarner Alpkäse AOP
- L’Etivaz AOP
- Le Gruyère AOP
- Raclette du Valais AOP
- Sbrinz AOP
- Tessiner Alpkäse AOP
- Tête de Moine AOP
- Vacherin Fribourgeois AOP
- Vacherin Mont-d’Or AOP

Quelle:

### Weitere Schweizer Käsesorten
- Appenzeller
- Bergkäse, verschiedene Sorten aus allen Kantonen in den Alpen
- Girenbader Chöpfli
- Schabziger
- (sonstiger) Raclette Suisse
- Tilsiter Switzerland
- Tomme Vaudoise
- Winzerkäse
- Switzerland Swiss: preiswerter Hartkäse mit grossen Löchern, ähnlich dem Emmentaler, zumeist viereckig, ohne Rinde und in einer Folie gereift[23][24][25]

## Keine Zusatzstoffe
Der seit November 2002 in Kraft stehende Branchenkodex der Schweizer Käsehersteller verbietet den Einsatz künstlicher Zusatzstoffe.
Die Branche verzichtet somit freiwillig auf künstlich hergestellte Farbstoffe und auf verschiedene antibiotisch wirkende Konservierungsmittel, deren Einsatz – wie in der EU – auch in der Schweiz zulässig wäre.
In Herstellung von Käse sind gemäss Branchenkodex folgende Zusatzstoffe nicht zugelassen:
- Einzelne mittels gentechnischer Verfahren hergestellte Labstoffe
- Zusatzstoffe zur Verhinderung von Fehlgärungen: Nisin (E 234), Lysozym (E 1105), Natriumnitrat (E 251) und Kaliumnitrat (E 252)
- Zusatzstoffe zum Färben des Käseteigs: Alle synthetisch hergestellten Farbstoffe. Natürliche und naturidentische Zusatzstoffe sowie Farbstoffe für die Käserinde sind zugelassen.
- Zusatzstoffe als Oberflächenbehandlungsmittel: Natamycin (E 235)[26][27]

Das Bundesamt für Lebensmittelsicherheit und Veterinärwesen und Agroscope empfahlen im Jahr 2021 der Schweizer Käsebranche – in Bezug auf die Jodprophylaxe – die Verwendung von jodiertem Speisesalz.